# Папинашвили, Амиран
Амиран Папинашвили (груз. ამირან პაპინაშვილი; род. 17 июня 1988, Батуми) — грузинский дзюдоист, чемпион мира и Европы, призёр Европейских игр.

## Биография
Родился в 1988 году. В 2012 году стал бронзовым призёром чемпионата Европы. В 2013 году стал чемпионом Европы, а на чемпионате мира завоевал золотую медаль в командном первенстве. В 2014 году стал серебряным призёром чемпионата Европы, бронзовым призёром чемпионата мира, а также обладателем бронзовой медали чемпионата мира среди команд. В 2015 году завоевал бронзовую медаль Европейских игр.